# Andrew McDonald (krykiecista)
Andrew Barry McDonald (ur. 15 czerwca 1981 w Wodonga) – australijski krykiecista, all-rounder - praworęczny odbijający i praworęczny rzucający w stylu fast-medium. Do reprezentacji Australii powołany po raz pierwszy w styczniu 2009 do meczu przeciwko Afryce Południowej.